# Brasserie Duyck
Die Brasserie Duyck ist eine französische Familienbrauerei. Sie befindet sich in Jenlain, einer Gemeinde im Département Nord, im französischen Teil des Hennegaus, etwa zehn Kilometer von der Stadt Valenciennes entfernt.

## Geschichte
Anfang des 20. Jahrhunderts braute Léon Duyck Bier in Zegerscappel in Französisch-Flandern nahe Dünkirchen. 1922 zog sein Sohn Félix nach Jenlain, wo er im selben Jahr auf seinem Bauernhof ein bernsteinfarbenes, in Fässern gereiftes, obergäriges Bier, genannt „vieille bière“ (altes Bier), braute. Das Bier wurde im Winter gebraut. 
Nach dem Zweiten Weltkrieg wurde es als Bière de garde verkauft. 1949 entschieden sich Félix Duyck und sein Sohn Robert, ihr Bier in mit Kronkorken verschlossene, wiederverwendete Champagner-Flaschen abzufüllen und zu verkaufen. Damit unterschied sich die Brasserie Duyck gegenüber der Konkurrenz. 1968 wurde schließlich das bernsteinfarbene Bier der Brauerei Duyck unter der Marke Jenlain, benannt nach dem Dorf, in dem es gebraut wird, vermarktet. 
In den 1970er Jahren kam es zu einer schwierigen Zeit für die französische Brauindustrie. Wie überall in Europa, wurden die traditionellen Biersorten von dem als modern angesehenen untergärigen Lagerbier verdrängt. Doch zur gleichen Zeit entdeckten Studenten der Universität Lille das obergärige Jenlain aus dem Hennegau und machten es zu einem Kultbier. In den folgenden Jahren wurde das Jenlain-Bier frankreichweit bekannt. 1990 übernahm Roberts Sohn Raymond Duyck die Leitung der Brauerei. Neben dem klassischen Jenlain Ambrée kamen in den folgenden Jahren mehrere andere Sorten dazu, wie das Jenlain Blonde (helles obergäriges Bier, seit 2005), das Jenlain Or oder das Jenlain Ténébreuse. 
Seit 2013 leitet Raymond Duyck das Unternehmen gemeinsam mit seinem Sohn Matthieu Duyck. Der Bierausstoß betrug 110.000 Hektoliter im Jahr 2013.